# ليفي ميلر
ليفي ميلر (بالإنجليزية: Levi Miller)‏ هو ممثل أسترالي. اشتهر بتمثيله دور بيتر بان في فيلم بان سنة 2015. ومثل قبلها بأفلام قصيرة ومسلسلات.

## الأعمال
- مسلسل سوبرغيرل (2015)
- بان (2015)
- جاسبر جونز (2017)
- من الأفضل أن تحترس (2017)
- تجعد في وقت (2018)
- الكلب الأحمر:صحيح الأزرق (2016)

## وصلات خارجية
- ليفي ميلر على موقع IMDb (الإنجليزية)
- ليفي ميلر على موقع ألو سيني (الفرنسية)
- ليفي ميلر على موقع أول موفي (الإنجليزية)
- ليفي ميلر على موقع قاعدة بيانات الفيلم (الإنجليزية)
- ليفي ميلر على موقع كينوبويسك (الروسية)